# Гай Секстий Кальвин (претор)
Гай Се́кстий Кальви́н (лат. Gaius Sextius Calvinus; умер после 92 года до н. э., Римская республика) — римский политический деятель и оратор из плебейского рода Секстиев Кальвинов, занимавший должность претора приблизительно в 92 году до н. э.

## Биография
Гай Секстий происходил из незнатного плебейского рода, только в 124 году до н. э. впервые возвысившегося до консулата. Предположительно именно первый консул-Секстий был отцом Гая; его дед носил тот же преномен — Гай.
В источниках сохранился ряд разрозненных коротких сообщений, которые предположительно относятся к одному человеку — Гаю Секстию Кальвину. В частности, в 111 году до н. э. некий Секстий занимал должность квестора, а позже (около 92 года до н. э.) Гай Секстий Кальвин был претором; он упоминается в тексте одной латинской надписи в связи с решением сената о восстановлении статуи неизвестного божества на Палатине.
Марк Туллий Цицерон в своём трактате «Брут, или О знаменитых ораторах» упоминает Гая Секстия как «человека тонкого ума, с изысканной речью, но слабого здоровья». Боли в ноге не позволяли ему регулярно участвовать в судебных процессах, но квалифицированные советы он давал всем, кто в этом нуждался.